# Гернер (хутор)
Ге́рнер (4-е отделение) — хутор в Миллеровском районе Ростовской области. Входит в состав Туриловского сельского поселения.

## География

### Улицы
- ул. Восточная,
- ул. Западная,
- ул. Центральная.

## История
С ноября 1924 года — в составе Туриловского сельсовета. По данным Всесоюзной переписи населения 1926 года — в Донецком округе Мальчевско-Полненского района Северо-Кавказского края РСФСР; 10 дворов, население — 58 человек (31 мужчин и 27 женщин); все жители — немцы.

## Население
| 2010 |
| ---- |
| 172  |